# Simone Elkeles

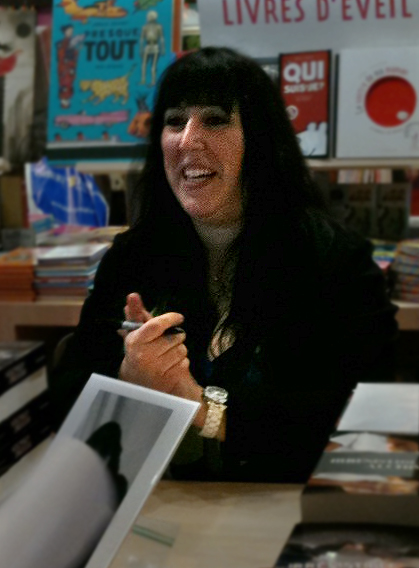
Simone Elkeles (2012)

Simone Elkeles (* 24. April 1970 in Chicago) ist eine US-amerikanische Autorin. Sie ist bekannt wegen der Trilogien Perfect Chemistry und How to Ruin, die zur Jugendliteratur zählen.

## Leben
Simone Elkeles wuchs in der Gegend von Chicago auf, wo sie auch heute noch lebt. Die High School besuchte sie in Deerfield, Illinois, einem Vorort von Chicago. Im Anschluss studierte sie an der Universität von Illinois in Urbana-Champaign. Dort erreichte sie 1992 den Bachelor-Abschluss in Psychologie. Im Anschluss daran machte sie an der Loyola Universität in Chicago den Masterabschluss in Industrial Relations.
Simone Elkeles hat zwei Kinder.

## Werke
Simone Elkeles hat bisher zehn Bücher im Bereich Jugendliteratur (Young Adult Fiction) geschrieben.
How-to-Ruin-Trilogie
- How to Ruin a Summer Vacation (2006) (deutsch: Nur ein kleiner Sommerflirt)
- How to Ruin My Teenage Life (2007) (deutsch: Zwischen uns die halbe Welt)
- How to Ruin Your Boyfriend's Reputation (2009) (deutsch: Kann das auch für immer sein?)
- Ruined (2010) (How to Ruin Trilogy: #1-3)

Leaving Paradise / Return to Paradise
- Leaving Paradise (2007)
- Return to Paradise (2010)

Perfect-Chemistry-Trilogie
- Perfect Chemistry (2008) (deutsch: Du oder das ganze Leben)
- Rules of Attraction (2010) (deutsch: Du oder der Rest der Welt)
- Chain Reaction (2011) (deutsch: Du oder die große Liebe)

Wild Cards
- Wild Cards (2013) (deutsch: Herz verspielt)
- Wild Crush (2015) (deutsch: Herz verloren)

## Auszeichnungen
- 2010 RITA Award für Perfect Chemistry